# 賞与
賞与（しょうよ）とは、定期給の労働者に対し定期給とは別に支払われる給料のこと。ボーナス（bonus）やお給金とも呼ばれる特別配当・報奨金の類である。
日本と諸外国で性質が異なり、もともと欧米企業に設けられているボーナスは、会社の業績や個人の成果に応じて払うものであり、成績の良い人には還元することで他社からの引き抜き防止の役割と、基本給を抑えることで能力が無い労働者への過払いを防ぐ役割も持つ。年功序列が特徴の日本型雇用において、ボーナスは個人の成績で大きな差はなく、年次でほぼ一律に支給されるため事実上は生活基本給の一部という性質を帯びている。日本の労働組合は定期ボーナスを「本来の賃金と毎月の支払い額の差額をまとめて受けとるもの」と見なしているため一時金と呼ぶ。
日本では、基本的には夏と冬の年2回支給される場合が多いが、企業によっては年1回や年3回といったところもある。欧米のように社員や部署、企業の業績・成果に応じて個別に支払われる賞与もある。また、もともと制度として導入していないところもある。

## 歴史
日本では古くは江戸時代に商人がお盆と年末に奉公人に配った「仕着」（夏は氷代、冬は餅代とも）が由来といわれている。賞与としての最古の記録は1876年（明治9年）の三菱商会の例である（江戸時代に、近江商人の西川家が、賞与を年に2回与えていたという記録もあるらしい）。
当初は欧米のシステムと大差のないシステムであった。第二次世界大戦後のインフレーションで労働運動が高揚し、生活のための出費がかさむ夏と冬に生活保障的な「一時金」としての性格を帯びるようになり、1回につき月給の0.5～3ヶ月分が支払われるようになった。これは多くても0.5～1ヶ月分といわれている欧米の賞与（ないことも多い）に比べると特異であると言える。
日本の労働組合は「○か月分」という横並び的な交渉しかしないため、ボーナスは硬直化していて、日本型雇用と密接に関わっている。加谷珪一は「日本のボーナス制度は個人の独自性、創造性、生産性が問われるような現代において時代遅れの感が否めません。」と述べている。

## 日本におけるボーナス
日本の労働基準法の本則には賞与の定義はないが、同法施行時の通達により、「賞与とは、定期又は臨時に、原則として労働者の勤務成績に応じて支給されるものであって、その支給額が予め確定されていないものをいうこと。定期的に支給され、かつその支給額が確定しているものは、名称の如何にかかわらず、これを賞与とはみなさないこと。」と定義されている（昭和22年9月13日発基17号）。
賞与も労働基準法上の「賃金」の一種である（労働基準法第11条）。月給などの一般的な賃金は「賃金支払の五原則」（労働基準法第24条）にのっとって支給しなければならないが、賞与の支給については労働基準法に定めがなく、法令上支給が強制されているものではないので、支給の有無やその計算方法、支給時期等は原則として各企業の任意である。もっとも、企業が制度として賞与を支給することを定める場合、「賃金支払の五原則」に基づいた支給基準や計算方法、支給時期等は就業規則に記載しなければならない（労働基準法第89条）。また労働契約の締結に際し、労働者に対して労働条件の明示事項として賞与に関する事項を明示しなければならない（労働基準法第15条）。
一般的な4月~翌年3月の1年間を事業年度とする企業では、4~9月までの企業の業績や従業員の実績、労働組合との交渉状況等を基にした賞与を12月に、10月~翌年3月までの企業の業績等を基にした賞与を6月に支給すると定めることが多い。そのため4月に新規採用された従業員に支給する最初の賞与（6月支給分）については、研修や試用期間の関係で全く支給されないか、低額（1ヶ月分未満）に抑えられる場合も多い。またこれらに加え、決算賞与として、決算月（3月）に支給する旨を定める企業も多い。
厚生労働省「平成29年就労条件総合調査結果の概況」によれば、賞与制度がある企業割合は90.1%となっており、そのうち、「賞与を支給した」が95.7%、「賞与を支給しなかった」が4.3%となっている。賞与制度がある企業のうち、賞与の算定方法がある企業割合は、管理職では81.0%、管理職以外では 83.8%となっている。そのうち、算定方法別に企業割合をみると、管理職、管理職以外ともに「考課査定により算定（個人別業績）」（管理職55.6%、管理職以外62.3%）が最も多く、次いで「定率算定（基本給全体が対象）」（管理職53.1%、管理職以外56.7%）となっている。賞与制度があり、賞与の算定方法において個人別業績を採用している企業における主たる評価基準別の企業割合をみると、管理職、管理職以外ともに「成果（目標）達成度」（管理職55.5%、管理職以外47.0%）が最も多く、次いで「職務遂行能力」（管理職24.5%、管理職以外25.1%）となっている。
日本の大手企業においては、毎月の賃金を低くし賞与を多くすることにより年収としては一定の額を達成しようとする給与体系の企業が少なくない。これは、賞与は基本給と比べて額の変動が大きく、人件費をコントロールする手段として適しているためである（好況期・業績好調時には賞与を多くして従業員の功労に報い、不況期・業績不振時には賞与を抑えることで、従業員の解雇を避けつつ人件費を抑制できる）。また割増賃金の算定の基礎となる額に賞与は含まれず（労働基準法第37条、労働基準法施行規則第21条）、退職金の算定に賞与を含まない退職直前の基本給額を用いる企業が多いため、賞与を多くすることにより結果的にこれらの費用を抑えることも可能である。

### 日本における賞与に係る判例
賞与は支給日在籍者のみに支給する旨の定めについて、「当該支給日に在籍している者に対してのみ賞与が支給されるという慣行が存在し、就業規則の改訂はその慣行を就業規則に明文化したにとどまるものであって、当該支給日前に退職した者への不支給について、その内容において合理性を有するものであり、賞与について受給権を有しない」とし、支給日前に退職した者に賞与を支給しなかった就業規則の規定を有効とした（大和銀行事件、最判昭和57年10月7日）。任意退職者は退職日を任意に設定できるためである。
賞与の支給について一定率以上の出勤率であることを要件とする場合に、労働基準法等において保障されている各種の権利に基づく不就労（年次有給休暇、生理休暇、産前産後休業、育児時間、労働災害による休業ないし通院、ストライキ等）を出勤率・稼働率算定の基礎とすることは、当該権利の行使を抑制し、各法が労働者にそれぞれ権利を保障した趣旨を実質的に失わせるものと認められる場合、公序良俗に反し無効であるとする（東朋学園事件、最判平成15年12月4日。もっとも本件では賞与額の算定において、産前産後休業の日数分や勤務時間短縮措置の短縮時間分（不就労期間）を、欠勤として減額の対象と扱ったこと自体は、「直ちに公序に反し無効なものということはできない」とした）。

### 日本における社会保険上の賞与
被用者医療保険（健康保険、船員保険等）や厚生年金において、賞与とは、「賃金、給料、俸給、手当、賞与その他いかなる名称であるかを問わず、労働者が、労働の対償として受けるすべてのもののうち、3月を超える期間ごとに受けるものをいう」（健康保険法第3条6項）。1ヶ月を超える期間にわたる事由によって算定される賃金（年俸など）が分割して毎月支払われる場合は「賞与」として扱う。「賞与」に該当するかどうかは、毎年7月1日現在における支給実態によって定め、年度途中で給与規定の改定があっても、7～9月に随時改定を行わない限り、次の定時決定まで扱いを変更しない。
被保険者の実際の賞与額に、1,000円未満の端数を切り捨てた額を標準賞与額とし、これに所定の保険料率を乗じたものが各保険の保険料額となる。なお標準賞与額には各保険ごとに上限額が設定されている。事業主は、賞与を支払った日から5日以内（船舶所有者は10日以内）に、賞与支払届を提出しなければならない。
厚生労働省「平成28年度厚生年金保険・国民年金事業年報結果の概要」によれば、標準賞与額1回当たりの平均は、平成28年度で44万円（うち男子51万4千円、女子30万4千円）であり、前年度に比べて0.1%減少している。

### 日本の税法上の賞与
所得税基本通達183-1の2では、賞与とは、「定期の給与とは別に支払われる給与等で、賞与、ボーナス、夏期手当、年末手当、期末手当等の名目で支給されるものその他これらに類するものをいう。」。給与等が賞与の性質を有するかどうか明らかでない場合には、純益を基準として支給されるもの、あらかじめ支給額又は支給基準の定めのないもの、あらかじめ支給期の定めのないもの（雇用契約そのものが臨時である場合のものを除く）は賞与に該当するものとされる。
株式会社で一般社員の賞与は、業務上の対価として支払われるもので、原則として会社側は損金や経費として計上できる。しかし役員に対する賞与は、会計上の処理として経費処理すればいいのだが、税法上の様々な規定があり、そのルールに従って支給されなければ損金に算入できない。役員賞与を損金にするためには、定期同額給与、業績連動給与、事前確定届出給与として支給する必要がある。

### 日本の公務員
国家公務員は法律、地方公務員は条例によって定められ、期末手当・勤勉手当（略して期末勤勉手当ともいう）といい、6月30日と12月10日に支給されることが多い。支給額は、基準となる特定の日（基準日）に当該職に在籍しているかどうか、在籍している場合はその者の基準日以前の在籍期間によって算定される。